# Elecciones legislativas de Ecuador de 1893
Las elecciones legislativas de Ecuador de 1893 se celebraron ese año para renovar la Cámara de Diputados y del Senado de Ecuador. Se eligieron 64 legisladores, necesitando 33 votos para mayoría del Congreso en pleno. 
Acorde a la normativa de la época, los legisladores eran electos por nominación libre de los electores, sin auspicio partidista o limitaciones por provincia, por lo que en ocasiones un legislador era electo por varias provincias o para ambas cámaras. 

## Senadores
29 Senadores, 15 votos para mayoría de la Cámara del Senado.
| Provincia  | Senador                      |
| ---------- | ---------------------------- |
| Carchi     | Antonio Grijalva             |
| Carchi     | Alejandro Gómez de la Torre  |
| Imbabura   | Francisco Ignacio Salazar    |
| Imbabura   | Manuel A. Larrea             |
| Pichincha  | Federico González Suárez     |
| Pichincha  | Elías Lasso                  |
| León       | José Rafael Quevedo          |
| León       | Antonio Arcos                |
| Tungurahua | Francisco J. Montalvo        |
| Tungurahua | Constantino Fernández        |
| Chimborazo | Teófilo Sáenz                |
| Chimborazo | Juan Bernardo León           |
| Bolívar    | Mariano Barona               |
| Bolívar    | Gabriel I. Veintimilla       |
| Cañar      | Rafael de la Paz Bayas       |
| Cañar      | Julio Matovelle              |
| Azuay      | Miguel León                  |
| Azuay      | Gregorio Cordero             |
| Loja       | Arsenio Castillo             |
| Loja       | Miguel Castillo              |
| El Oro     | Carlos Joaquín Córdova       |
| El Oro     | Agustín Guerrero Lizarzaburu |
| Guayas     | Carlos Mateus                |
| Guayas     | Pedro José Boloña            |
| Los Ríos   | David Rodas                  |
| Los Ríos   | Arcadio Ayala                |
| Manabí     | José Gregorio Vera           |
| Manabí     | Manuel Santiago Yépez        |
| Esmeraldas | Adolfo Páez                  |

## Diputados
35 diputados, 18 votos para mayoría de la Cámara de Diputados.
| Provincia  | Diputado                       |
| ---------- | ------------------------------ |
| Carchi     | Nicanor Arellano               |
| Imbabura   | Emilio Corella                 |
| Imbabura   | Rafael Pérez Pareja            |
| Pichincha  | Carlos Manuel León             |
| Pichincha  | Rafael Barahona                |
| Pichincha  | Rafael Barba Jijón             |
| Pichincha  | Carlos Demarquet               |
| Pichincha  | Luis C. de Vaca                |
| Pichincha  | Mariano Aguilera               |
| León       | Enrique Iturralde              |
| León       | Luis Felipe Maldonado          |
| León       | Amable Enríquez Ante           |
| Tungurahua | Julio Fernández                |
| Tungurahua | Agustín Nieto                  |
| Tungurahua | Carlos Casares                 |
| Chimborazo | Pacífico Chiriboga Montesdeoca |
| Chimborazo | Manuel Lizarzaburu             |
| Chimborazo | Agustín T. Rodríguez           |
| Bolívar    | Carlos Casares                 |
| Cañar      | David Cordero Crespo           |
| Cañar      | Alfonso María Borrero          |
| Azuay      | José Miguel Ortega             |
| Azuay      | Alberto Muñoz Vernaza          |
| Azuay      | Eugenio Malo                   |
| Azuay      | Joaquín Martínez Tamariz       |
| Loja       | Vicente Burneo                 |
| Loja       | Heleodoro Samaniego            |
| El Oro     | José Ochoa León                |
| Guayas     | José María Elizalde            |
| Guayas     | Napoléon Aguirre               |
| Guayas     | José Eleodoro Avilés y Zerda   |
| Guayas     | Carlos Gómez Rendón            |
| Los Ríos   | Julio Icaza                    |
| Manabí     | José Moreira                   |
| Manabí     | Eloy A. Santos                 |

Fuente:

## Legisladores que dejaron sus curules
| Legislador    | Motivo        | Reemplazo          | Ref.  |
| ------------- | ------------- | ------------------ | ----- |
| Teófilo Sáenz | Fallecimiento | Benjamín Chiriboga | [ 1 ] |